# Laura Cabrera y Sira Cabrera
Laura Cabrera Díaz y Sira Cabrera Díaz (Cáceres, 28 de abril de 1947) son dos hermanas gemelas españolas que realizan una actividad artística especializada en videocreación de ficción, documental y mixto.

## Formación
Sira obtuvo la Licenciatura de Bellas Artes en la Universidad Complutense de Madrid en 1979. Y estudió Comunicación Audiovisual en el CEV en Madrid 1985-86.
Laura vivió 12 años en Buenos Aires y estudió allí Bellas Artes desde 1972 en la Nacional Prilidiano Pueyrredón en dos especialidades: escultura y grabado y en la Superior Ernesto de La Cárcova: escultura, hasta 1981. Al volver a Madrid obtuvo la Licenciatura en la Facultad de Bellas Artes de la Universidad Complutense de Madrid 1984.
Ampliaron sus estudios realizando cursos monográficos de grabado, escenografía, instalación, performance, filosofía, música, arte contemporáneo, teatro, creación y edición de vídeo..., en el Museo Reina Sofía, Universidad Menéndez Pelayo en Santander, Casa Encendida de Madrid, La Tabacalera, Fundación Mapfre en Madrid, y en los Talleres de Arte Actual y Cursos del Círculo de Bellas Artes de Madrid.

## Trayectoria
Laura y Sira Cabrera se han dedicado a la enseñanza de la Expresión Plástica (en Institutos y en Magisterio), a la vez que hacían exposiciones de pintura, escultura y grabado en galerías e instituciones de España y Europa. 
Sus trabajos videográficos los han realizado juntas como codirectoras desde el año 2009. Combinan el simbolismo y la dinámica pictórica, dentro de los lenguajes del arte contemporáneo en un cruce de discursos y disciplinas. Junto a la imagen filmada  mezclan el dibujo, la escultura, la instalación, la performance y escritos. Han obteniendo reconocimiento internacional, habiendo sido proyectados en varias ediciones de festivales como Madatac en Madrid, el Festival International d'Art Vidéo de Casablanca, 10th Cologne International Videoart Festival,  Festival Internacional de Video Arte de Barcelona. Intermediaciones de Colombia,  Espacio nómada de creación y pedagogía radical Materic.org, The Miami New Media Festival, Espacio Enter en Tenerife, VIDEOsPAIN, Itinerancias Transvisuales en diferentes capitales de Latinoamérica o el  Festival Les Instans Vidéo Numériques et Poétiques, comisariado por Marc Mercier.